# Ahron-Speicher
Der Ahron-Speicher (auch: Hafen Speicher) ist ein ehemaliger Getreidespeicher am Hafen der Stadt Bützow im Landkreis Rostock in Mecklenburg. Das Kalksandsteinbauwerk wurde 1904 von den Bützower jüdischen Getreidehändlern Leopold und Martin Ahron errichtet. Als Teil des Speicherkomplexes zusammen mit dem im Jahr 1936 erbauten Ohlerich-Speicher gehören die Speicher zu den Baudenkmalen der Stadt.

## Vorgeschichte

### Emanzipationsedikt
Herzog Friedrich Franz I. war der erste deutsche Fürst, der sich für die Gleichstellung der Juden einsetzte. Er erließ am 22. Februar 1813 die Landesherrliche Constitution zur Bestimmung einer angemessenen Verfassung der Jüdischen Glaubensgenossen in den Herzoglichen Landen.
Das Gesetz gewährte den im Herzogtum lebenden Juden dieselben bürgerlichen Rechte und Freiheiten wie den übrigen Staatsbürgern. Auch für die Juden in Bützow, die größtenteils im Handel tätig waren, brachte es die Gewerbefreiheit, die jedoch ab 1817 für Handwerksberufe wieder aufgehoben wurde, das Recht auf Eigentum sowie das Recht, Grundstücke zu erwerben und zu verkaufen. Zu den Pflichten gehörten die Annahme eines erblichen Familiennamens und das Führen von Handelsbüchern in deutscher Sprache. So hieß es unter anderem in den 19 Paragrafen des Edikts:

„§ 4 Verordnung über die Annahme erblicher Familiennamen durch die Juden in Mecklenburg-Schwerin“

„Alle einländische Juden sollen fortan festbestimmte erbliche Namen führen. Die bereits Privilegirten sollen binnen 4 Wochen den von ihnen gewählten Namen der Obrigkeit ihres Wohnorts anzeigen, welche die intendirte Veränderung solcher Namen Unserer Regierung vorlegen und nach deren Genehmigung auf einmal in den öffentlichen Blättern bekannt machen soll. Auf die Verabsäumung der Anmeldung und Anzeige des anzunehmenden Namens steht die Strafe des Verlustes des bisherigen Privilegii. Von den künftig etwa aufzunehmenden fremden Juden soll der neue Geschlechtsname ebenfalls allemal publicirt werden.“

## Geschichte

### 1813–1833
Joel Ahron (zuvor: Aaron Joel) (1766–1833), der bei Frankfurt am Main geborene Händler, wohnte seit 1795 als Schutzjude in der Stadt Bützow und erhielt am 17. September 1813 das Bürgerrecht. Mit der Zulassung als stationärer Getreidehändler erwartete die herzogliche Regierung von Ahron den Bau eines Kornhauses. Lagerstätten zur Überbrückung von Notzeiten gab es nur in einigen Klöstern und größeren Städten. Jede Gemeinde ein Kornhaus war eine Forderung der herzoglichen Regierung und der Intendanten der napoleonischen Besatzung. Die Bevölkerung des Landes litt regelmäßig Hunger und Not durch Dürre, Missernten und die damit verbundenen Teuerungsraten. 1814 entstand angrenzend an das Grundstück Pferdemarkt 8 des Bäckermeisters H. Brunier auf einem bisher unbebauten Flurstück in der 1. Wallstraße (53° 50′ 59,4″ N, 11° 59′ 13,4″ O) das dreigeschossige Ahron’sche Kornhaus mit 200 m² Grundfläche. Im gepflasterten Erdgeschoss befanden sich Kontor und Lager. In den beiden Obergeschossen wurde das Getreide getrocknet und möglichst schädlingsfrei gelagert sowie regelmäßig mit Kornschaufeln gewendet. Zahlreiche Luken dienten der Durchlüftung. Das Korn wurde in kleinen Mengen an Viehhalter verkauft und für den überregionalen Absatz in Säcken verladen.

### 1833–1874

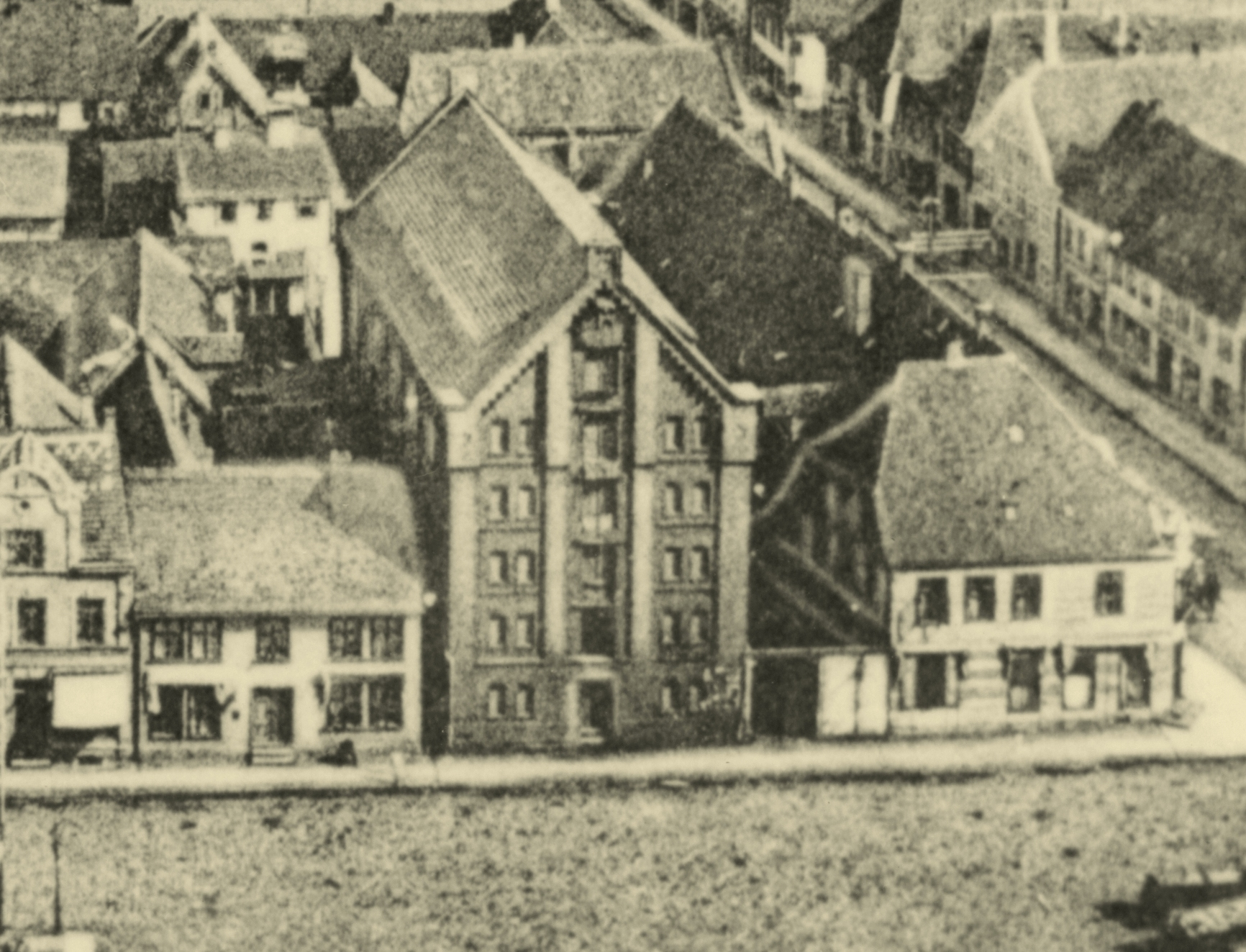
Ahron-Getreidespeicher am Markt um 1900

Nach dem Tod ihres Vaters am 27. März 1833 übernahmen die Söhne Joel jun. (1800–1862) und Abraham (1803–1874) das Familienunternehmen und setzten sich ehrgeizige Ziele. Sie wandelten die Firma in „Gebrüder Ahron“ um und aufgrund ihres rapiden Wachstums reichte das Kornhaus in der Wallstraße nicht mehr aus. Am 17. September 1850 legten die Kaufleute Ahron den Bürgereid ab. Samuel (1808–1877), der drittgeborene Sohn des Firmengründers, schloss sich seinen Brüdern in dem Unternehmen an.
Ende des Jahres 1850 wurde der Grundstein für einen neuen Speicher am Marktplatz gelegt, zwischen dem Eckhaus Lange Straße 34 und dem Wohnhaus der Familie Am Markt 7. Das fünfgeschossige Lagergebäude mit mächtigen Eckpfeilern, die jeweils zu zwei Seiten einen Davidstern trugen, und ebenso starken Lisenen, die die Ladeluken umrahmten, dominierte mit seinem Giebel den Marktplatz. Das rote Backsteingebäude, neben der Stiftskirche und dem neuen Rathaus, war das markanteste Bauwerk des Zentrums. Mit einer Kapazität von 1700 Tonnen ermöglichte es den Ahrons, die Überbrückung von Notzeiten und Spekulationsgeschäfte.

### 1874–1912

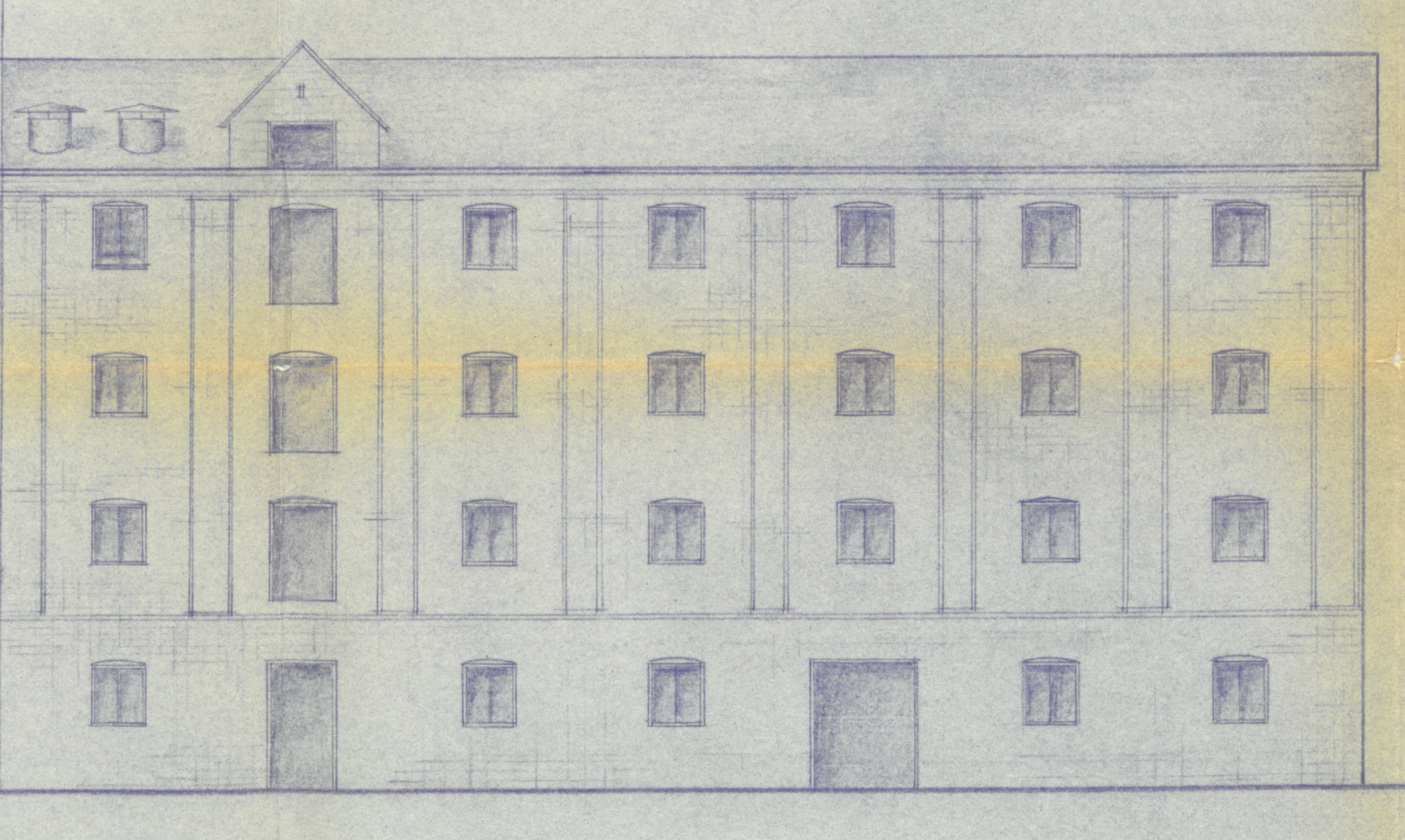
Bauzeichnung des Ahron-Speichers

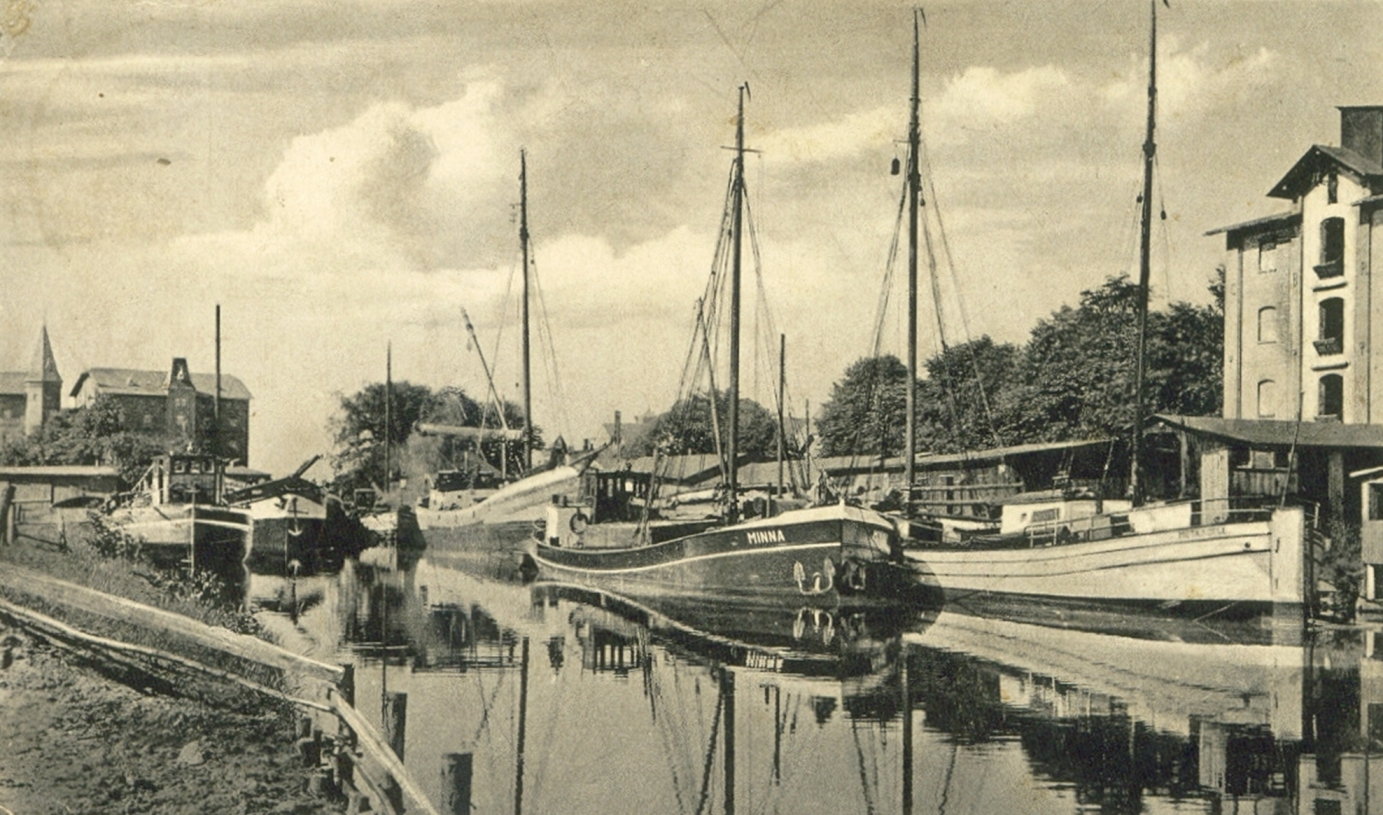
Hafen um 1920

In dritter Generation absolvierten die Söhne des Mitinhabers Abraham, Leopold und Martin, ihre Lehre als Handelsmänner in einer Filiale der Getreidehandelsfirma von David Löwenthal in Goldberg. Im Jahr 1874 übernahmen beide das Geschäft und setzten es unter dem Namen „Gebrüder Ahron“ fort. Leopold Ahron erhielt 1885 und sein Bruder Martin 1887 das Bürgerrecht der Stadt Bützow.
Durch den Bau der Großherzoglichen Mühle im Jahr 1894 wurde eine enge Partnerschaft mit dem innovativen Mühlenpächter August Propp eingeleitet. Er schlug vor, den neuen Hafen und den wachsenden Schiffsverkehr zur Ostsee zu nutzen, um Mehl und Getreide kostengünstig zu transportieren.
Nachdem das Ahron’sche Kornhaus in der 1. Wallstraße im Jahr 1903 durch einen Brand zerstört wurde, entschieden sich die Gebrüder Ahron zum Bau eines neuen Speichers am Hafen.
Der viergeschossige Speicher mit einer Grundfläche von etwa 200 m² verfügte über Böden mit einer Tragfähigkeit von 500 kg/m², was die Lagerung von bis zu 100 t pro Geschoss ermöglichte. Die Außenwände des Speichers bestanden aus Kalksandsteinmauerwerk in den Farben Rot und Weiß und wurden durch schmiedeeiserne Maueranker in Form von Ornamenten und Buchstaben stabilisiert. Die Fassade ist mit dem Schriftzug G E B. A H R O N auf der Vorderseite und dem Jahr 1904 auf der Rückseite versehen. Sieben Fenster und eine Ladeluke pro Geschoss zur Traufseite der Warnow und vier Fenster pro Geschoss an der Giebelseite bilden Felder, die durch 1/2-Stein starke Lisenen aus roten Kalksandsteinen eingefasst sind. Die Säcke wurden durch eine Türöffnung im Erdgeschoss mithilfe von Sackkarren auf einer überdachten Bohlenbahn bis an die Kaikante transportiert.
Der Transport von Getreide und Mehl mit Lastschiffen, die eine Tragfähigkeit von 200 bis 600 Tonnen hatten, brachte dem Bützower Hafen einen Aufschwung, da diese Fracht einen Großteil der Rücktransporte auf der Warnow ausmachte. Die Schuten der Küstenschifffahrt transportierten das Getreide und Mehl aus Bützow bis nach Holland an der Nordsee und zu Ostseehäfen bis nach Helsinki. Die Gebrüder Leopold und Martin Ahron, wobei Leopold den Ehrentitel Commerzienrat vom Großherzog Friedrich Franz IV. verliehen bekam, leiteten 1912 aufgrund ihres fortgeschrittenen Alters die Liquidation ihres Unternehmens ein. Die Rostocker Handelsfirma H. Josephy kaufte den Stadtspeicher Am Markt und riss ihn 1922 ab. Der Ahron-Speicher am Hafen wurde an die Schweriner Firma Löwenthal, Nord & Co. verkauft.

### 1912 bis 2022
Die 1855 in Bützow gegründete Getreidegroßhandlung Löwenthal, Nord & Co entwickelte sich Mitte bis Ende des 19. Jahrhunderts zu Norddeutschlands größtem Getreidehandelsunternehmen. Im Jahre 1925 waren 75 % des Firmenkapitals in der Hand der jüdischen Kaufleute Löwenthal und Nord, während 25 % bereits Paul Ohlerich gehörten. Nachdem die Nationalsozialisten die Macht übernommen hatten, wurde das Unternehmen von Teilhaber Ohlerich mit Hilfe des Ministerpräsidenten des Landes Mecklenburg-Schwerin Walter Granzow arisiert. Ab dem 1. Mai 1933 wurde die Großhandlung unter dem Namen „Ohlerich und Sohn KG“ geführt. Die jüdischen Nachkommen der Firmengründer wurden aus dem Unternehmen gedrängt und schließlich ohne Entschädigung enteignet. Im Jahr 1937 wurde am Bützower Hafen der Ohlerich-Speicher errichtet.
Die „Ohlerich und Sohn KG“ nutzte den Silokomplex in Bützow bis 1952. Danach wurden die Speicher am Hafen verstaatlicht und bis 1990 von dem Volkseigener Erfassungs- und Aufkaufbetrieb genutzt. Nach der politischen Wende ging der ehemalige Silokomplex in die Obhut der Treuhandanstalt über und wurde schließlich Mitte der 1990er Jahre privatisiert. Über die Jahre hinweg blieben die Gebäude ungenutzt, bis im Jahr 2022 ein erneuter Eigentümerwechsel stattfand.

### Gegenwart
Für das Jahr 2024/25 ist eine umfassende Sanierung der Getreidespeicher geplant, um sie in moderne Wohn- und Geschäftsgebäude umzuwandeln.

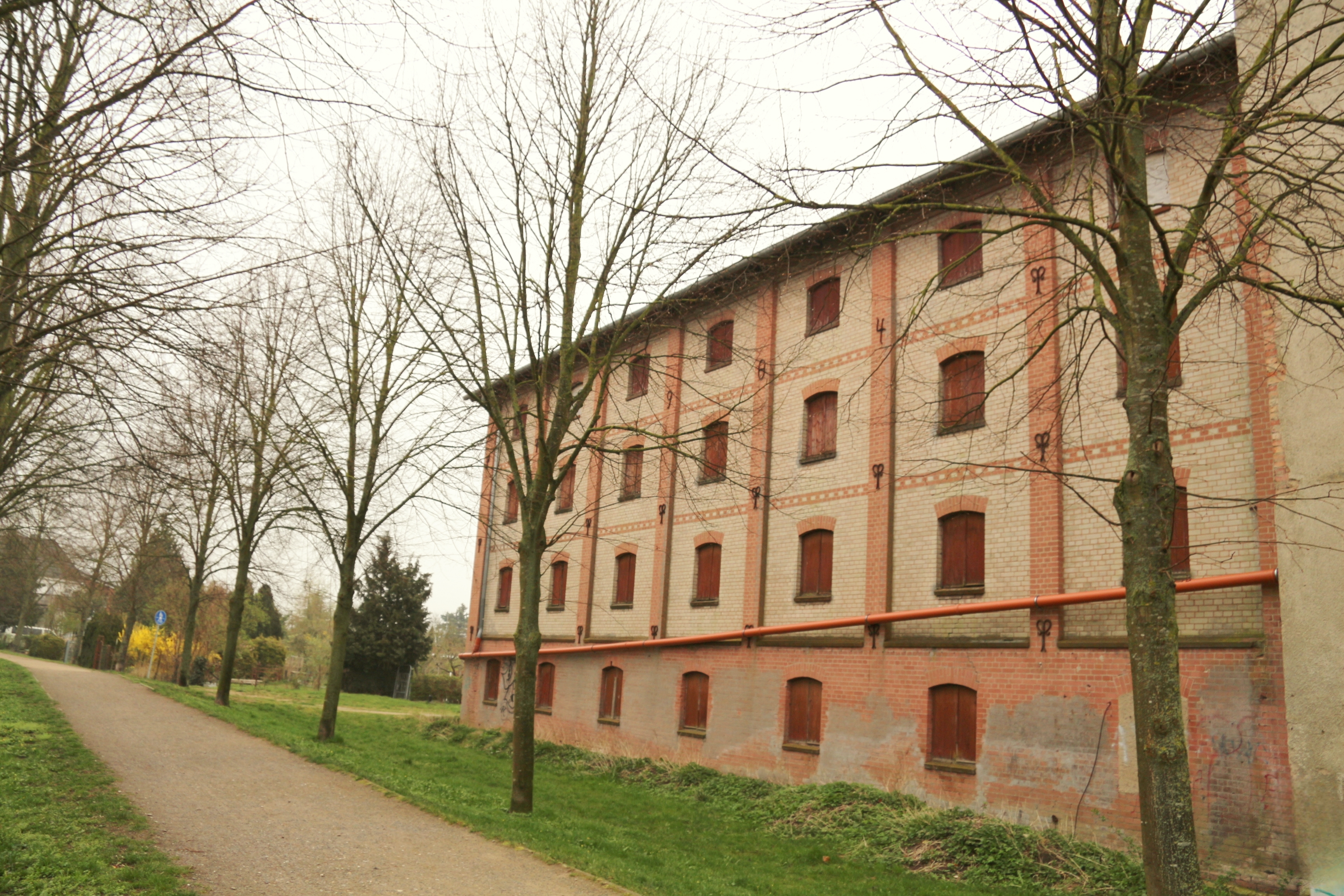
Hinteransicht vor der Sanierung
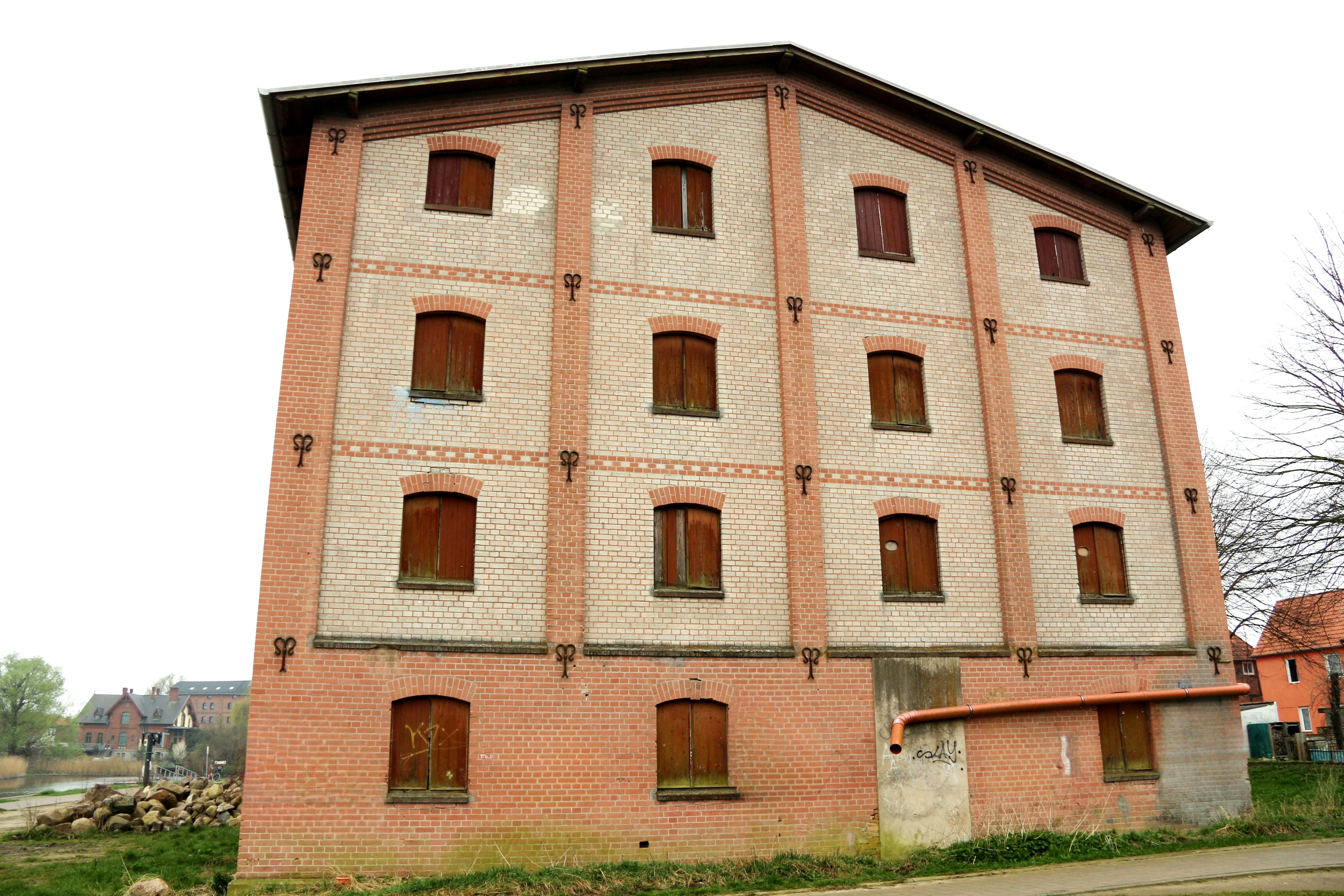
Giebel vor der Sanierung